# Joaquín Balaguer

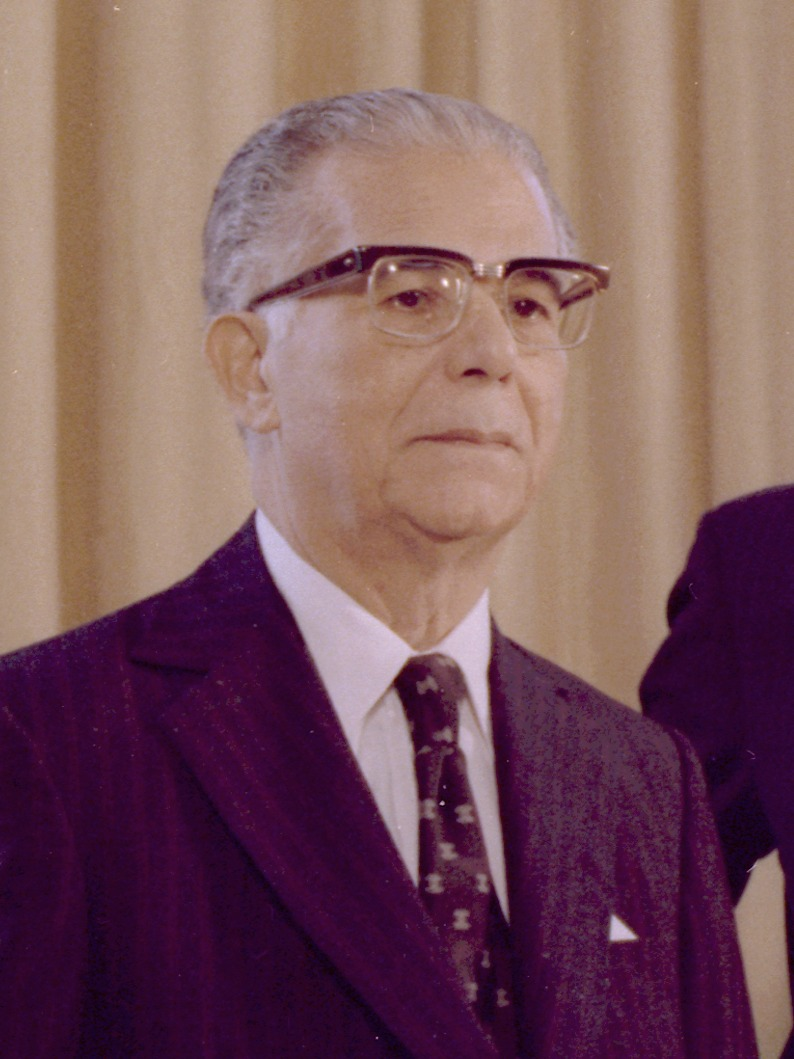
Joaquín Balaguer (1977)

Joaquín Antonio Balaguer Ricardo (* 1. September 1906 in Villa Navarrete, Provinz Santiago, Dominikanische Republik; † 14. Juli 2002 in Santo Domingo, Dominikanische Republik) war ein dominikanischer Politiker, Staatspräsident der Dominikanischen Republik und Schriftsteller.
Joaquín Balaguer zählt zu den schillerndsten Politikern der Dominikanischen Republik. Schon im Alter von 24 Jahren trat er in die Dienste der Trujillo-Diktatur, die von 1930 bis 1961 das Land beherrschte und der er (zuletzt als Staatspräsident) bis zu ihrem Ende die Treue hielt. Nach einigen Jahren im Exil in den USA wurde er – mit Unterbrechung von 1978 bis 1986 – wieder Staatspräsident der Dominikanischen Republik bis zu seinem Rücktritt im Jahr 1996. Auch danach spielte er als graue Eminenz der dominikanischen Politik bis zu seinem Tod eine bedeutende Rolle.

## Leben

### Bis zum Ende der Trujillo-Diktatur
Balaguer entstammte einer gut situierten Familie katalanischer Abstammung. Die Schulen besuchte er zunächst in seiner Heimatgemeinde, später in Santiago de los Caballeros, wo er auch sein juristisches Studium begann, das er 1929 in Santo Domingo erfolgreich abschloss.
1930 beteiligte sich Balaguer am Sturz von Präsident Horacio Vásquez, der Rafael Leónidas Trujillo Molina an die Macht brachte. In der neuen Regierung Trujillos übernahm er eine hohe Funktion im juristischen Staatsdienst. 1932 ging er als Erster Sekretär der dominikanischen Gesandtschaft nach Madrid, ein Jahr später in gleicher Funktion nach Paris und 1934 wiederum nach Madrid. 1935 wurde er zum Unterstaatssekretär für öffentliche Bildung und Kultur und 1936 zum Unterstaatssekretär im Präsidialamt in Santo Domingo berufen. 1938 übernahm er eine Professur für Verfassungs- und Zivilrecht an der Universität Santo Domingo.
Ab 1940 schlug Balaguer eine diplomatische Laufbahn ein und vertrat sein Land als Botschafter in Kolumbien, Honduras und Mexiko. 1953 wurde er Außenminister. 1954 unterzeichnete er im Beisein von Diktator Trujillo das Konkordat zwischen dem Heiligen Stuhl und der Dominikanischen Republik im Vatikan. 1957 wurde er Vizepräsident des Landes.
Nachdem der Diktator Trujillo im Juni 1960 einen (misslungenen) Mordanschlag auf den Präsidenten Venezuelas, Rómulo Betancourt, hatte durchführen lassen, geriet die Dominikanische Republik zunehmend unter internationalen Druck. Die Organisation Amerikanischer Staaten (OAS) verhängte Sanktionen und beschloss den Abbruch der diplomatischen Beziehungen. In dieser Situation sah sich Trujillo genötigt, seinen 1952 formell ins Präsidentenamt gehievten Bruder, Hector Bienvenido Trujillo Molina, zu entlassen. Ihm folgte am 3. August 1960 Joaquín Balaguer in seiner Funktion als Vizepräsident verfassungsgemäß im Präsidentenamt nach.

### Das Exil in den USA und Dominikanischer Bürgerkrieg
Am 30. Mai 1961 fiel Rafael Leónidas Trujillo einem Attentat zum Opfer. In den nachfolgenden Unruhen und Wirren konnte sich Balaguer in seinem Präsidentenamt zunächst noch halten.
Nach der Beseitigung des verhassten Trujillo und der Exilierung seiner Familie und Günstlinge bildeten sich im Land politische Kräfte, die eine staatliche Neuordnung und die Demokratisierung des Landes forderten. Im Januar 1962 wurde ein Staatsrat einberufen, welcher eine demokratische Verfassung ausarbeiten und die Vorbereitung für freie Wahlen treffen sollte. Dem widersetzte sich Balaguer, worauf er im März 1962 entmachtet wurde. Er flüchtete in die Apostolische Nuntiatur und begab sich darauf in die USA ins Exil (bis Juni 1965).
Inzwischen wurden erste freie Wahlen durchgeführt, aus denen der angesehene Literat Juan Bosch Gaviño (1909–2001) als Sieger hervorging und am 27. Februar 1963 das Amt antrat. Doch schon wenige Monate später, am 25. September 1963, wurde Bosch mit Unterstützung des amerikanischen Geheimdienstes CIA in einem von General Elías Wessin y Wessin angeführten Militärputsch gestürzt. Es folgte eine Zeit staatlicher Willkür und Instabilität, die im Frühjahr 1965 in eine Volkserhebung gegen die Diktatur und für eine Rückkehr von Juan Bosch in sein Präsidentenamt ausmündete und schließlich zum Dominikanischen Bürgerkrieg und zum Rücktritt des Junta-Führers Donald Reid Cabral führte. Daraufhin entsandten die USA 42.000 Marines und Luftwaffeneinheiten, die das Land besetzten und eine Rückkehr des als „Kommunisten“ diffamierten Bosch verhinderten. Die amerikanischen Besatzer ordneten für 1966 Neuwahlen an. Bis dahin übernahmen von Seiten der Junta zunächst Pedro Bartolomé Benoit (1. Mai 1965 bis 7. Mai 1965) und Antonio Imbert Barrera (7. Mai bis 30. August 1965) interimistisch die Präsidentschaft, während die Anhänger Boschs José Rafael Molina Ureña (25. April 1965 bis 27. April 1965) und Francisco Alberto Caamaño (4. Mai 1965 bis 3. September 1965) als provisorische Staatspräsidenten einsetzten. Am 3. September 1965 wurde ein Friedensvertrag unterzeichnet und Héctor García Godoy als Staatspräsident eingesetzt.

### Präsidentschaft 1966–1978
Am 1. Juni 1966 gewann angesichts einer massiven Unterdrückungskampagne seitens des Militärs, der Polizei und mit Unterstützung der USA der eilends aus den Staaten zurückgekehrte Joaquín Balaguer in manipulierten Wahlen die Präsidentschaft. Die amerikanischen Interventionstruppen verließen darauf das Land.
Von 1966 bis 1974 bestimmten politische Unrast und anhaltende Guerillatätigkeit die Szene. Balaguer terrorisierte mit einer landesweit operierenden Privatarmee („La Banda“) die Gegner seiner Politik, der Tausende von Menschen zum Opfer fielen.
1970–1978 wurde Balaguer in zwei aufeinander folgenden Legislaturperioden ohne Gegenkandidat und unter Anwendung von militärischem Terror in seinem Amt bestätigt. Doch 1978 unterlag er überraschend dem Gegenkandidaten Antonio Guzmán Fernández. Versuche der Parteigänger Balaguers, das Wahlergebnis zu verhindern, scheiterten am massiven Druck aus dem Ausland. Auch 1982 gelangte mit Salvador Jorge Blanco wieder ein Vertreter der Opposition an die Macht.

### Von 1986 bis zum Tod
1986 stellte sich Balaguer erneut den Wahlen und gewann diese, wie zuvor, unter fragwürdigen Begleitumständen. Auch 1990, als sich Balaguers alter Gegenspieler und früherer Staatschef, Juan Bosch, erneut der Herausforderung stellte, gewann Balaguer in einem umstrittenen Ergebnis mit einer angeblich hauchdünnen Mehrheit.
Das Spiel wiederholte sich auch 1994, als Balaguer, hochbetagt und fast blind, sich gegen den Kandidaten des Partido Revolucionario Dominicano (PRD), José Francisco Peña Gómez, um das höchste Staatsamt bewarb. Wiederum gewann nach einem dubiosen Wahlausgang Balaguer. Doch die Opposition erhob nun massiven Widerspruch wegen Wahlbetrugs und setzte durch, dass Balaguer nur noch zwei Jahre im Amt bleiben konnte (siebente Amtszeit). In den folgenden Jahren gewannen mit Leonel Fernández (1996) und Hipólito Mejía (2000) Vertreter der Opposition die Wahlen.
Nach seinem Rücktritt als Präsident (1996) wirkte Balaguer weiter als „graue Eminenz“ der dominikanischen Politik, bis er am 14. Juli 2002 in Santo Domingo im Alter von 95 Jahren verstarb.

## Politische Bedeutung
Zusammen mit seinem geistigen Ziehvater und Mentor, Rafael Leónidas Trujillo, bestimmte Joaquín Balaguer wie kein anderer Politiker die Geschicke der Dominikanischen Republik. Dennoch war Balaguer von ganz anderem Naturell als Trujillo. Im Gegensatz zu diesem lag ihm nichts an persönlicher Bereicherung und bombastischem Gepränge. Balaguer war streng katholisch und von nüchterner, unauffälliger, ruhiger, ja geradezu spröder Art. Zeitlebens blieb er Junggeselle und ließ sich von seinen Schwestern umsorgen. Nie wohnte er in einem luxuriösen Präsidentenpalast, sondern blieb in seinem relativ bescheidenen Haus seiner Familie. Er war ein stiller und harter Arbeiter, der mit pedantischer Beflissenheit seine Aufgabe wahrnahm. Balaguer verschmähte Merengue, die dominikanische Nationalmusik, und Baseball, den Nationalsport. Er war in vielem das pure Gegenteil des lateinamerikanischen Machos und widersprach damit dem Selbstbild der dominikanischen Bevölkerung.
Das Einzige, was ihn mit Trujillo verband, waren sein Wille zur Macht und die Fähigkeit der Manipulation seiner Gefolgsleute und Gegner. Um an die Macht zu kommen und diese zu behalten, verhielt er sich sehr geschickt und opportunistisch. Er verstand es, seine Machtbasis mit Manipulationen, Ränken, Intrigen, Repression, Geschenken, leeren Versprechungen, echten und falschen Wählerstimmen, Populismus, amerikanischer Unterstützung, oligarchischer Sympathie und dem Segen der Kirche zu sichern. Im Gegensatz zu Trujillo blieb er aber doch durch und durch Zivilist, der es auch verstand, die Militärs in Schach zu halten.
Im Gegensatz zu Trujillo war Balaguer hochgebildet und in seinem Wesen ein eigentlicher Schöngeist. Er verfasste rund zwei Dutzend Bücher und war wie sein ewiger Gegenspieler, Juan Bosch, einer der bekanntesten Literaten im spanischen Sprachraum.
Hielt sich Balaguer anfänglich noch mit Polizeiterror an der Macht, so ließ dieser Mitte der Siebzigerjahre nach, und es konnten sich im Lande langsam auch demokratische und rechtsstaatliche Strukturen entwickeln. In dieser Zeit erfuhr die Dominikanische Republik dank intensiver amerikanischer Hilfe auch eine spürbare wirtschaftliche Aufwärtsentwicklung.
Bemerkenswert ist auch Balaguers Einsatz für den Naturschutz. Unter seiner Leitung wurde ein für Lateinamerika vorbildliches Naturschutz- und Nationalparkprogramm in die Wege geleitet und wurden umfassende Maßnahmen zum Schutz der Wälder durchgeführt. Heute sind über 30 % der Landesfläche geschützt. Eine Folge dessen ist, dass die Dominikanische Republik im Vergleich zum benachbarten Haiti unter deutlich weniger ökologischen Problemen zu leiden hat. Es muss aber auch beachtet werden, dass diese Maßnahmen mit undemokratischen Mitteln und zum Teil mit Waffengewalt durchgesetzt wurden.

## Literarisches Schaffen
Balaguers literarisches Schaffen umfasst Lyrik, einen Roman, Essays (vor allem über historische, biographische und literarische Themen) sowie unzählige Vorträge und Ansprachen.

### Lyrik
- Salmos paganos. Santiago 1922
- Claro de Luna. Santiago 1922
- Tebaida lírica. Santiago 1924
- Cruces iluminadas. Santo Domingo 1974
- La cruz de cristal. Santo Domingo 1976
- Huerto sellado. Versos de juventud. Barcelona 1980
- Galería heroica. Barcelona 1984
- Voz silente. Santo Domingo 1992
- La venda transparente. Santo Domingo 1987
- Antología poética (español–francés). Santo Domingo 1995
- Poemario. Santo Domingo 2001

### Roman
- Los carpinteros. Santo Domingo 1984

### Essays
- Nociones de métrica castellana. Santiago de los Caballeros 1930
- Heredia, verbo de la libertad. Santiago 1939
- Azul en los charcos. Bogotá 1941
- El tratado Trujillo-Hull y la liberación financiera de la República Dominicana. Bogotá 1941
- Guía emocional de la ciudad romántica. Santiago de los Caballeros 1944
- Letras dominicanas. Santiago 1944
- Palabras con dos acentos rítmicos. Bogotá 1946
- Los próceres escritores. Buenos Aires 1947
- Semblanzas literarias. Buenos Aires 1948
- El Cristo de la libertad. Buenos Aires 1950
- Literatura dominicana. Buenos Aires 1950
- Apuntes para una prosódica de la métrica castellana. Madrid 1954
- F García Godoy. Santo Domingo 1951
- El pensamiento vivo de Trujillo. Santo Domingo 1955
- Historia de la literatura dominicana. Ciudad Trujillo 1956
- Cristóbal Colón: precursor literario. Buenos Aires 1958
- El centinela de la frontera, vida y hazañas de Antonio Duvergé El Cristo de la libertad. Buenos Aires 1962
- Reformismo: filosofía política de la revolución sin sangre. Santo Domingo 1966
- Con Dios, con la patria y con la libertad. Santo Domingo 1971
- Conjura develada. Santo Domingo 1971
- Ante la tumba de mi madre. Santo Domingo 1972
- La marcha hacia el Capotillo. México 1973
- Martí, crítica e interpretación. Santo Domingo 1975
- Juan Antonio Alix, crítica e interpretación. Santiago de los Caballeros 1977
- La isla al revés Fundación José Antonio Caro, 1983
- Semblanzas literarias Editorial de la Cruz Aybar, 1985
- Memorias de un cortesano en la „Era de Trujillo“. Santo Domingo 1988
- Romance del caminante sin destino (Enrique Blanco). Santo Domingo 1990
- De vuelta al Capitolio 1986-1992. Santo Domingo 1993
- Discursos, mensajes y opiniones sobre el Quinto Centenario. Santo Domingo 1993
- Yo y mis condiscípulos. Santo Domingo 1996
- España infinita. Santo Domingo 1997
- Grecia eterna. Santo Domingo 1999
- La raza inglesa. Santo Domingo 2000

### Vorträge und Ansprachen (Auswahl)
- Discursos: panegíricos, educación y política internacional. Madrid 1957
- Misión de los intelectuales: discurso de incorporación del Sr Dr Joaquín Balaguer a la cátedra de estudios americanistas Víctor Andrés Belaunde. Santo Domingo 1967
- La Marcha hacia el Capitolio. Santo Domingo 1973
- Discursos: temas históricos y literarios. Barcelona 1973
- Temas educativos y actividades diplomáticas. Barcelona 1973
- La Palabra Encadenada. 1975
- Discurso pronunciado por el Presidente Constitucional de la República en el develamiento de la estatua del poeta Fabio Fiallo. Santo Domingo 1977
- Mensajes Presidenciales. Barcelona 1979
- Pedestales: discursos históricos. Santo Domingo 1979
- Mensajes al Pueblo Dominicano. 1983
- Entre la sangre del 30 de mayo y la de 24 de abril. Barcelona 1983
- La Voz del Capitolio. Barcelona 1984
- Discursos, mensajes y opiniones sobre el Quinto Centenario. Santo Domingo 1993